# CE-20

CE-20是一種印度為了给GSLV-III提供上升段動力而發展的低溫火箭引擎，由液體推進系統中心（印度太空研究組織的附屬機構）開發。它是印度第一個使用燃氣發生器循環的低溫火箭引擎。